# 432 Park Avenue
432 Park Avenue (ook 440 Park Avenue) is een woontoren in Midtown Manhattan in New York. Het gebouw is gelegen aan Park Avenue tussen East 57th Street en East 56th Street. Bij zijn voltooiing eind 2015 was 432 Park Avenue met zijn hoogte van 426 meter het op een na hoogste gebouw van New York na het One World Trade Center in Lower Manhattan. Sinds 2021 is 432 Park Avenue opgeschoven naar het op twee na hoogste gebouw, na het voltooien van Central Park Tower. Toch is 432 Park Avenue nog steeds het hoogste gebouw ter wereld dat exclusief voor residentieel gebruik wordt ingezet. Het gebouw telt 85 verdiepingen en is precies vijftien keer zo hoog als breed (426 meter hoog en 28,36 meter breed), waarmee het de smalste wolkenkrabber ter wereld is van die hoogte. 432 Park Avenue is ontworpen door Rafael Viñoly.
Het gebouw wordt geadverteerd als een gebouw met 96 verdiepingen, maar in werkelijkheid heeft het gebouw 85 verdiepingen. In de nummering van de verdiepingen zijn namelijk een aantal getallen overgeslagen.

## Ligging
432 Park Avenue is gelegen in Midtown Manhattan aan Park Avenue tussen East 56th Street en East 57th Street. Er bevinden zich vier metrostations in de directe omgeving van de toren. Dat zijn: het drie blokken noordelijker en het twee blokken westelijker gelegen 5th Avenue aan lijnen N, Q en R, het twee blokken westelijker gelegen 57th Street aan lijn F, het drie blokken zuidelijker en één blok westelijker gelegen 5th Avenue/53rd Street aan lijnen E en M en het twee blokken oostelijker en drie blokken noordelijker gelegen Lexington Avenue/59th Street aan de lijnen 4, 5, 6, 6d, N, Q en R. 432 Park Avenue grenst aan vijf gebouwen, namelijk in het westen aan 575 Madison Avenue, in het noorden aan het Rolls Royce Building en in het noordoosten aan de vestigingen van Jacob & Co en Turnbull & Asser en aan het 450 Park Avenue. Aan de andere kant van East 57th Street bevindt zich het Four Seasons Hotel New York, aan de andere kant van Park Avenue 445 Park Avenue en aan de andere kant van East 56th Street van west naar oost 60 East 65th Street, de Park Avenue Tower en 430 Park Avenue. Andere opvallende gebouwen in de directe omgeving van 432 Park Avenue zijn de 58 verdiepingen tellende Trump Tower, de 37 verdiepingen tellende Sony Tower en het 50 verdiepingen tellende General Motors Building.

## Geschiedenis

### Bouw

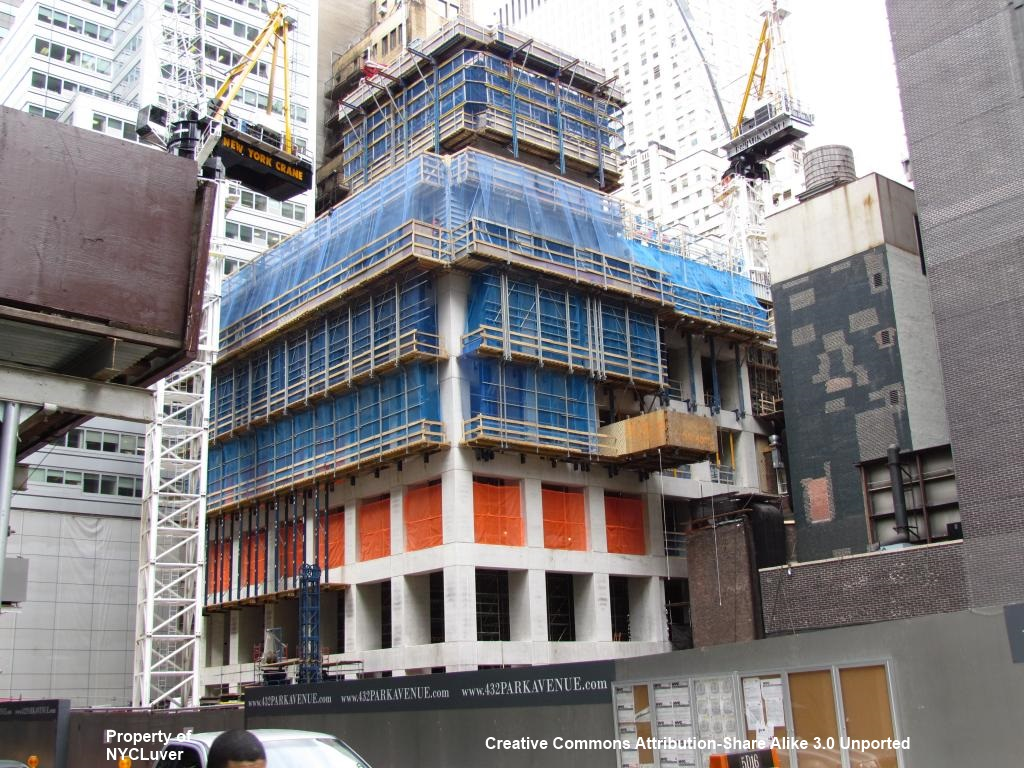
432 Park Avenue in maart 2013

In 2006 kocht Macklowe Properties het Drake Hotel en liet het gebouw slopen. Het bedrijf kwam echter in zwaar weer en verkocht het stuk grond aan CIM Group voor $305 miljoen in 2010. CIM Group besloot het nieuwe gebouw met Macklowe Properties te ontwikkelen, maar in het proces kreeg CIM Group de belangrijkste rol. Eind 2011 kwamen ontwerptekeningen en andere gegevens over het gebouw vrij. Zo werd bekend dat het gebouw meer dan één miljard dollar zou gaan kosten en dat CIM Group nog naar een lening van $700 miljoen zocht. Later werd bekend dat 432 Park Avenue $1,25 miljard zou gaan kosten en dat de ontwikkelaars met de verkoop van de appartementen en de overige ruimtes ongeveer $2,7 miljard verwachten te verdienen; dat betekent een grondprijs van $6894 per vierkante foot (0,09 m²). Uiteindelijk kreeg CIM Group een lening van $400 miljoen bij een stichting genaamd Children's Investment Fund Foundation.
De bouw van 432 Park Avenue begon in september 2011. Nadat de fundering af was, werd in mei 2012 begonnen met de bouw van het gebouw zelf. De ontwikkelaars, CIM Group en Macklowe Properties, lieten het exterieur van het gebouw ontwerpen door Rafael Viñoly van Rafael Viñoly Architects. Het interieur werd naast door Rafael Viñoly Architects ook door Deborah Berke Partner, Bentel & Bentel, Lilla J. Smith en Harry Macklowe ontworpen. De uitvoerend architect was SLCE Architects. In februari 2013 werd de bouw een paar dagen stilgelegd na een ongeluk waarbij de borstwering van een naastgelegen gebouw was beschadigd. Het "Department of Building" vond bij een inspectie na het incident vijf veiligheidsschendingen. In de lente van 2013 ging twee derde van de appartementen in de verkoop. In oktober 2013 was de helft van de appartementen verkocht. De ontwikkelaars kregen voor die appartementen bijna $1 miljard.
In juni 2014 bereikte 432 Park Avenue de mijlpaal van 1000 voet hoogte (305 meter). De volgende maand lekte uit dat Macklowe Properties bezig was met de koop van het retailgedeelte van het gebouw. Het zou gaan om een bedrag van ongeveer $450 miljoen.
De bouw werd op 23 december 2015 voltooid.

## Architectuur
Het gebouw is balkvormig en heeft een vierkantvormig vloerplan. In het midden van het gebouw bevindt zich een kleiner vierkant, dat als het ware als ruggengraat van het gebouw dient, met de liften en daaromheen bevinden zich de appartementen. Naast op het midden van het gebouw rust 432 Park Avenue ook op kolommen in de gevel. Tussen die kolommen bevinden zich aan elke zijde van het gebouw per verdieping zes ramen van drie bij drie meter. De verdiepingen hebben een hoogte van 3,8 meter. Het skelet van 432 Park Avenue bestaat uit gewapend beton.
Om te zorgen dat de bewoners geen last hebben van de wind, is de wolkenkrabber verdeeld in zes compartimenten van 12 verdiepingen. Tussen die compartimenten bevinden zich dempers.
De lagen tussen de compartimenten, die grotendeels open zijn, hebben een gunstig effect op wervelwinden welke ontstaan bij wind op de constructie. De wapening in het beton heeft een diameter van ruim 9 cm, tegenover de standaard maximale 32 mm, wat ook voor de nodige sterkte zorgt.

## Appartementen
432 Park Avenue heeft in totaal 126 appartementen, waarvan de oppervlaktes variëren tussen de 130 m² en de 770 m². De prijzen varieerden bij de eerste verkoop tussen de $20 miljoen en de $82,5 miljoen voor het penthouse.

### Penthouses
De tien penthouses van 432 Park Avenue hebben allemaal een oppervlakte van 770 m². De penthouses beslaan één verdieping per penthouse en bevinden zich van 82e tot en met de 85e verdieping en van de 91e tot en met de 96e verdieping (in werkelijkheid andere verdiepingen). Een van deze penthouses werd eind 2012 te koop gezet voor $82,5 miljoen. Het laagste penthouse werd verkocht voor $74,5 miljoen. De penthouses hebben tussen de vijf en zes slaapkamers.

### Faciliteiten
432 Park Avenue heeft meer dan 2500 m² aan ruimte voor faciliteiten voor haar bewoners. Tot die faciliteiten behoren een lounge, een restaurant, een fitnesszaal, een biljartkamer, een zwembad, een spa en een massagekamer. Het restaurant heeft een oppervlakte van 800 m² en ook een terras van 500 m². Het restaurant is alleen toegankelijk voor de bewoners en hun gasten en er wordt daarom niet verwacht dat het restaurant winst zal maken. Om dat te compenseren moeten bewoners jaarlijks $3500 aan het restaurant afstaan. In 2020 werd dit bedrag opgetrokken naar $15000 ondanks dat het restaurant amper open was dat jaar omwille van de Covid-19 pandemie.